# Campylopus introflexus
Espèce
Campylopus introflexus (mousse cactus, torpied cactus ou campylope réfléchi) est une espèce de mousses de la famille des Dicranaceae, originaire de l'hémisphère austral et devenue envahissante en Europe et en Amérique du Nord.

## Phytonymie
Le nom Campylopus vient du grec campylos, courbé et pous, pied, allusion à la soie courbée portant la capsule du sporophyte. L'épithète spécifique introflexus (réfléchi) fait référence à cette courbure tournée vers l'intérieur de la touffe.

## Description

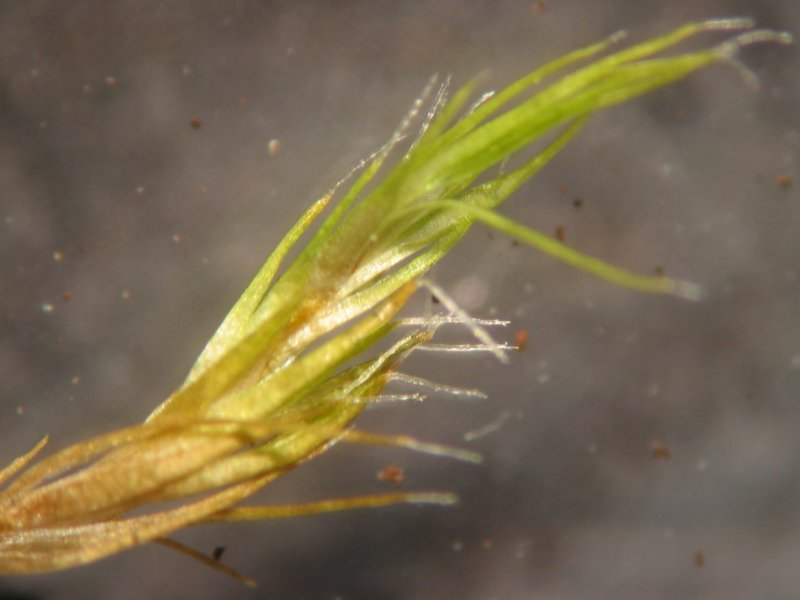
Plant isolé montrant les pointes hyalines des feuilles.

La plante, aux feuilles lancéolées de 4 à 6 mm de long, aux pointes hyalines, mesure de 0,5 à 5 cm de haut. Elle forme des tapis denses de couleur jaunâtre à vert olive. 
C'est une espèce qui se reproduit parfois de façon asexuée par le biais de bouts de tiges qui se détachent et sont dispersées par le vent.
Plusieurs sporophytes sont souvent présents sur la même plante. Elle produit des spores de 12 à 14 µm.

## Distribution

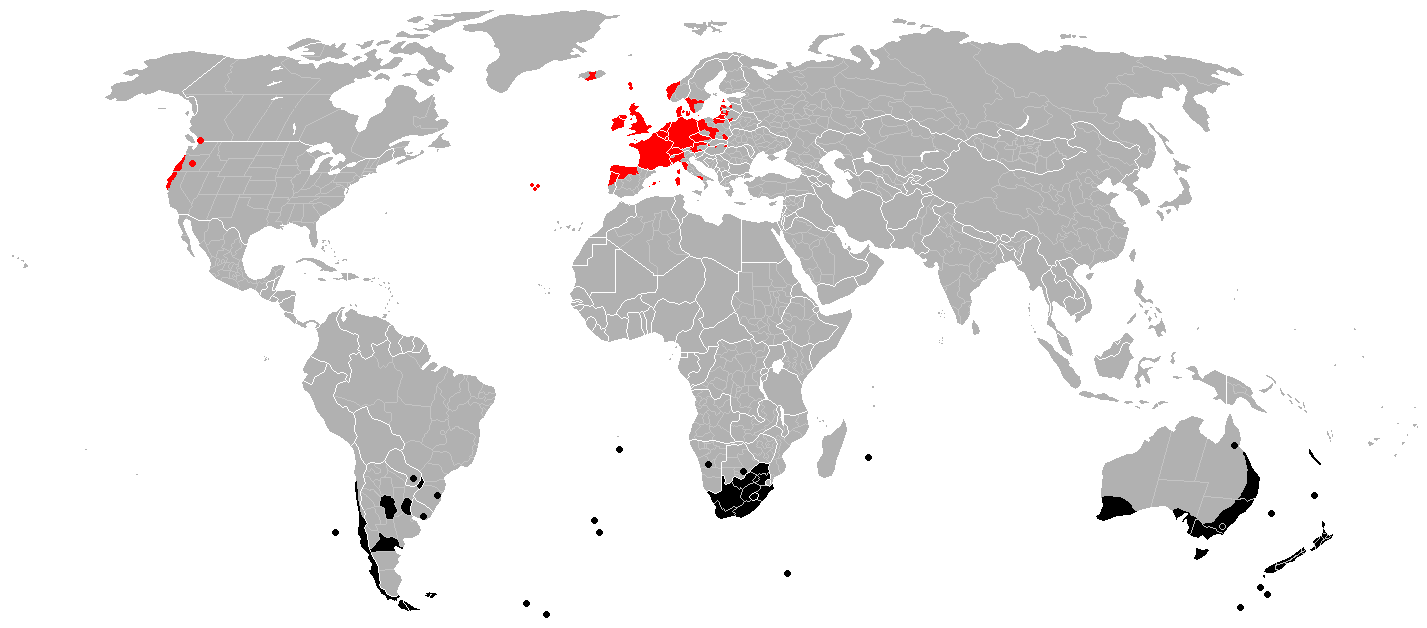
Répartition mondiale de Campylopus introflexus (indigène en noir, allogène en rouge.

L'aire de répartition originelle de Campylopus introflexus est limitée à certaines régions de l'hémisphère austral : sud de l'Amérique du Sud, partie sud de Afrique, Australie méridionale et orientale, et certaines îles de l'Atlantique et du Pacifique, telles que la Nouvelle-Zélande, la Nouvelle-Calédonie et les îles Sandwich du Sud. C'est une espèce néophyte en Europe et sur les côtes occidentales de l'Amérique du Nord. 
Dans certaines régions d'Europe (notamment en France) et d'Amérique du Nord elle est considérée comme une espèce envahissante. On peut la trouver dans des stations très variées, depuis les tourbières jusqu'aux dunes et aux toits plats, souvent dans des habitats décalcifiés.

## Taxinomie

### Synonymes
- Dicranum introflexum Hedwig[7].

### Liste des variétés
Selon The Plant List (2 février 2015) :
- variété Campylopus introflexus var. altecristatus (Renauld & Cardot) Thér.
- variété Campylopus introflexus var. tullgrenii (Renauld & Cardot) Thér.

### Liste des sous-espèces et variétés
Selon Tropicos (2 février 2015) (Attention liste brute contenant possiblement des synonymes) :
- sous-espèce Campylopus introflexus subsp. pudicus (Hornsch. ex Müll. Hal.) Dixon
- variété Campylopus introflexus var. altecristatus (Renauld & Cardot) Thér.
- variété Campylopus introflexus var. brachycarpus Giacom.
- variété Campylopus introflexus var. daldinianus (De Not.) Cas.-Gil
- variété Campylopus introflexus var. introflexus
- variété Campylopus introflexus var. mauritianus Dixon
- variété Campylopus introflexus var. polytrichoides (De Not.) Giacom.
- variété Campylopus introflexus var. sublaevipilus Kindb.
- variété Campylopus introflexus var. tullgrenii (Renauld & Cardot) Thér.
- variété Campylopus introflexus var. vaporarius (De Not.) Mönk.